# Golfo do Anadyr

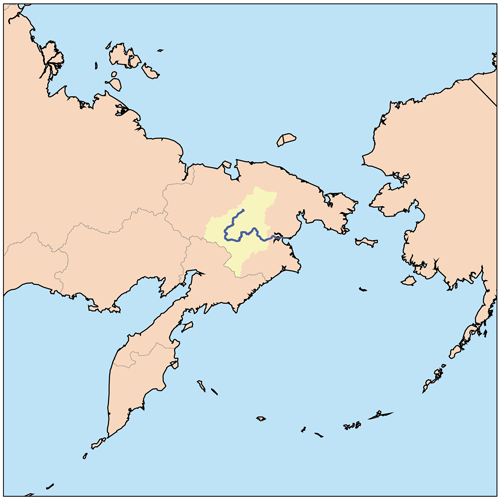
É no Golfo do Anadyr que desagua o rio Anadyr

O Golfo do Anadyr (em russo:  Анадырский залив, Anadirskij zaliv) é um grande golfo do Mar de Bering, na costa nordeste da Sibéria, delimitado pela vasta península de Chukchi e com cerca de 400 km de comprimento, 278 de largura e uma profundidade média de 100 m.
Nele desagua o rio Anadyr. A cidade de Anadyr fica na sua margem.